# Entelopes wallacei
Entelopes wallacei är en skalbaggsart som beskrevs av Francis Polkinghorne Pascoe 1857. Entelopes wallacei ingår i släktet Entelopes och familjen långhorningar. Inga underarter finns listade i Catalogue of Life.